# Глібівська сільська рада (Новоушицький район)
Глі́бівська сільська́ ра́да — адміністративно-територіальна одиниця та орган місцевого самоврядування в Новоушицькому районі Хмельницької області. Адміністративний центр — село Глібів.

## Загальні відомості
Глібівська сільська рада утворена в 1921 році.
- Територія ради: 45,018 км²
- Населення ради: 1 377 осіб (станом на 2001 рік)
- Територією ради протікає річка Ушиця

## Населені пункти
Сільській раді були підпорядковані населені пункти:
- с. Глібів
- с. Гута-Глібівська
- с. Джуржівка
- с. Миржіївка
- с. Новий Глібів
- с. Слобода

## Склад ради
Рада складалася з 16 депутатів та голови.
- Голова ради: Дехтяр Михайло Іванович
- Секретар ради: Дубчак Алла Василівна

### Керівний склад попередніх скликань
| Прізвище, ім'я, по батькові | Основні відомості                                                                                   | Дата обрання | Дата звільнення |
| --------------------------- | --------------------------------------------------------------------------------------------------- | ------------ | --------------- |
| Дехтяр Михайло Іванович     | Сільський голова, 1954 року народження, освіта середня спеціальна                                   | 26.03.2006   | 31.10.2010      |
| Дехтяр Михайло Іванович     | Сільський голова, 1954 року народження, освіта середня спеціальна, член Української Народної Партії | 31.10.2010   |                 |

Примітка: таблиця складена за даними сайту Верховної Ради України

### Депутати
За результатами місцевих виборів 2010 року депутатами ради стали:

#### За суб'єктами висування
| Суб'єкт висування | Кількість обраних депутатів | %    |
| ----------------- | --------------------------- | ---- |
| Самовисування     | 13                          | 81,3 |
| Партія регіонів   | 2                           | 12,5 |
| Народна партія    | 1                           | 6,3  |

#### За округами
| № округу        | Прізвище, ім'я, по батькові   | Дата визнання обраним | Освіта  | Партійна приналежність | Відомості про обраного депутата                     |
| --------------- | ----------------------------- | --------------------- | ------- | ---------------------- | --------------------------------------------------- |
| Народна Партія  |                               |                       |         |                        |                                                     |
| 12              | Перчак Валентина Степанівна   | 04.11.2010            | вища    | позапартійна           | тимчасово не працює                                 |
| Партія регіонів |                               |                       |         |                        |                                                     |
| 1               | Терещук Тетяна Іванівна       | 04.11.2010            | вища    | член Партії регіонів   | тимчасово не працює                                 |
| 5               | Дубчак Алла Василівна         | 04.11.2010            | вища    | позапартійна           | Глібівська сільська рада, секретар                  |
| Самовисування   |                               |                       |         |                        |                                                     |
| 2               | Шевченко Олег Миколайович     | 04.11.2010            | середня | позапартійний          | приватний підприємець                               |
| 3               | Василенко Наталя Миколаївна   | 04.11.2010            | вища    | позапартійна           | Глібівська загальноосвітня школа І-ІІІ ст., вчитель |
| 4               | Шумеляк Любов Василівна       | 04.11.2010            | вища    | позапартійна           | тимчасово не працює                                 |
| 6               | Ревуцький Михайло Миколайович | 04.11.2010            | середня | позапартійний          | тимчасово не працює                                 |
| 7               | Гулько Наталія Миколаївна     | 04.11.2010            | вища    | позапартійна           | тимчасово не працює                                 |
| 8               | Бавровська Тетяна Василівна   | 04.11.2010            | вища    | позапартійна           | приватний підприємець                               |
| 9               | Рига Галина Олександрівна     | 04.11.2010            | вища    | позапартійна           | ТОВ «Стіомі -Холдінг», реалізатор                   |
| 10              | Гринчук Наталія Василівна     | 04.11.2010            | вища    | позапартійна           | тимчасово не працює                                 |
| 11              | Гуцалюк Надія Іванівна        | 04.11.2010            | вища    | позапартійна           | Районне споживче товариство, завідувачка            |
| 13              | Шелепало Антоніна Степанівна  | 04.11.2010            | вища    | позапартійна           | тимчасово не працює                                 |
| 14              | Ковтуняк Олександр Петрович   | 04.11.2010            | середня | позапартійний          | тимчасово не працює                                 |
| 15              | Коренчук Людмила Михайлівна   | 04.11.2010            | середня | позапартійна           | Глібівське поштове відділення, листоноша            |
| 16              | Притуляк Людмила Дмитрівна    | 04.11.2010            | середня | позапартійна           | Районне споживче товариство, продавець              |